# 우시마 해메주

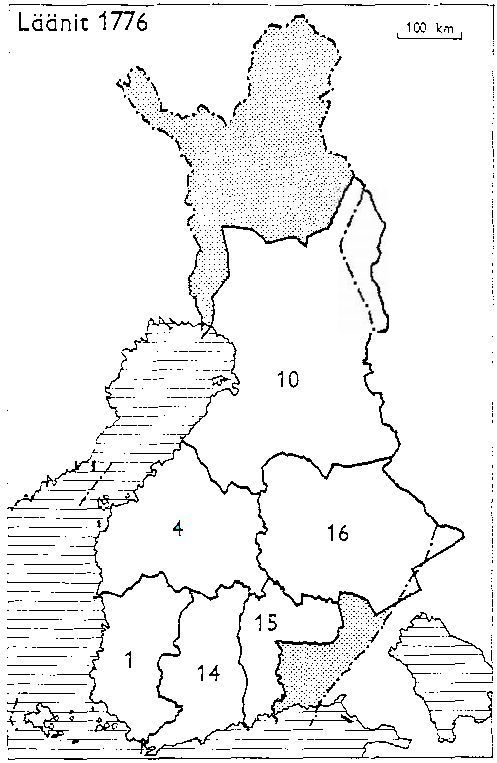
1776년 당시에 존재했던 핀란드의 주 지도 (14번이 우시마 해메 주)

우시마 해메 주(핀란드어: Uudenmaan ja Hämeen lääni)는 과거 핀란드에 존재했던 주로 주도는 해멘린나(타바스테후스)이다. 스웨덴어로는 뉠란드 타바스테후스 주(스웨덴어: Nylands och Tavastehus län)라고 부른다.
스웨덴의 지배하에 있던 1634년에 신설되었다. 1809년 러시아 제국에 편입되었다. 1831년 우시마 주와 해메 주로 분리되면서 폐지되었다.